# 2076
Năm 2076. Trong lịch Gregory, nó sẽ là năm thứ 2076 của Công nguyên hay của Anno Domini; năm thứ 76 của thiên niên kỷ thứ 3 và của thế kỷ 21; và năm thứ bảy của thập niên 2070.